# Canal Kumá-Mánych
El canal Kumá-Mánych es un canal de riego localizado en la Rusia europea, en el krai de Stávropol, que conecta el río Kumá con el río Mánych Oriental, con una longitud aproximada de unos 100 km.
El canal Kumá-Mánych, terminado en 1965, aprovecha la depresión Kumá-Mánych, conectando el curso bajo del río Kumá, que desemboca en el mar Caspio, con el río Mánych Oriental, que también fluye hacia el mar Caspio, pero se seca antes de llegar a él. (El río Mánych Oriental no debe confundirse con el río Mánych Occidental, un afluente del río Don, que desemboca en el mar de Azov y conecta con el mar Negro). 
El canal Kumá-Mánych comienza cerca de la aldea de Novokumsky, en el río Kumá, entre las ciudades de Budiónnovsk (65.687 hab. en 2002) y Neftekumsk (27.395 hab.). Su punto de partida se encuentra en un pequeño embalse sobre el río Kumá (44°48′10″N 44°39′40″E / 44.80278, 44.66111) en el que el canal Térek-Kumá (Терско-Кумский канал), terminado en 1958, lleva agua desde el río Térek, desde el sur. A partir de ahí, el canal Kumá-Mánych lleva primero el agua aproximadamente en dirección Noreste y, a continuación, hacia el Noroeste, hasta terminar en la orilla sur del embalse Chogray, en el río Mánych Oriental (en Google Maps aparece una pequeña península, formada por los depósitos aluviales en el punto final del canal (45°27′50″N 44°37′33″E / 45.46389, 44.62583).

## Otras propuestas canales en la zona
En junio de 2007, las autoridades de Kazajistán sugirieron construir un canal mucho más profundo, denominado canal de Eurasia, que con unos 700 km discurriría a lo largo de la parte inferior de la depresión Kumá-Mánych, que sería adecuado para grandes buques de navegación entre el mar Caspio y el mar Negro. La Academia de Ciencias de Kazajistán inició un estudio para determinar los trazados posibles.